# Biville
Biville település Franciaországban, Manche megyében. Lakosainak száma 475 fő (2018. január 1.). Biville Vauville, Sainte-Croix-Hague és Vasteville községekkel határos.

## Népesség
A település népességének változása:
| Lakosok száma | 221  | 223  | 245  | 364  | 415  | 572  | 570  | 549  | 530  | 475  |
|               | 1968 | 1975 | 1982 | 1990 | 1999 | 2011 | 2013 | 2015 | 2017 | 2018 |